# Ephemerella subvaria
Ephemerella subvaria är en dagsländeart som beskrevs av Mcdunnough 1931. Ephemerella subvaria ingår i släktet Ephemerella och familjen mossdagsländor. Inga underarter finns listade i Catalogue of Life.